# Myrrhis odorata
La finocchiella (Myrrhis odorata (L.) Scop., 1771) è una pianta perenne appartenente alla famiglia Apiaceae, diffusa in Europa. È l'unica specie nota del genere Myrrhis.

## Descrizione
Si tratta di una pianta molto pelosa e dall'aroma intenso, alta tra 60 e 120 cm, con fusto cavo.

## Distribuzione e habitat
È diffusa fino a 2.000 m s.l.m. su Alpi, Appennini, Pirenei ed in Gran Bretagna.
Si rinviene in boschi e prati erbosi, su terreni preferenzialmente calcarei.